# Yvain Juillard
 (août 2023).
Si vous disposez d'ouvrages ou d'articles de référence ou si vous connaissez des sites web de qualité traitant du thème abordé ici, merci de compléter l'article en donnant les références utiles à sa vérifiabilité et en les liant à la section « Notes et références ».
Yvain Juillard est un acteur et auteur franco-belge originaire d’Auvergne, né le 16 avril 1979 au Mans (France).

## Biographie
Yvain Juillard se forme au théâtre tout en poursuivant un cursus universitaire dans le champ des neurosciences cognitives. Il a étudié l’art dramatique à l’INSAS (Bruxelles) où il obtient un Master en 2007. Il est également diplômé du Magistère européen en biologie intégrative de l'Université de Rouen et du DEA Matière organisée et systèmes vivants de l'Université de Cergy-Pontoise.
Il joue dans des pièces contemporaines - Shakespeare is dead get over it ! de Paul Pourveur (Prix de la critique belge 2008 de la mise en scène et du meilleur auteur), des pièces classiques - La tragédie du roi Richard II de William Shakespeare présentée au Festival d'Avignon 2010 dans la Cour d’honneur du  Palais des papes. En 2014, Joël Pommerat lui propose d'interpréter Louis XVI dans ça ira (1) Fin de Louis (Molière 2016 du meilleur spectacle). En 2019, il rejoint la distribution The Great He Goat de la chorégraphe belge Nicole Mossoux (Prix Maeterlinck du meilleur spectacle de danse 2019 en Belgique).
En 2017, le réalisateur Mabrouk El Mechri lui confie le rôle de Nox dans la série éponyme de Canal + au côté de Nathalie Baye et Maïwenn. Il tourne ensuite avec Vicky Krieps, Jean Dujardin, Benoît Magimel...
Parallèlement, Yvain Juillard poursuit une recherche en théâtre à la frontière des arts vivants et des neurosciences cognitives. Il est artiste résident à L’L - chercher autrement en arts vivants - entre 2009 et 2015. Lauréat de la bourse d’écriture à la Chartreuse de Villeneuve-Lez-Avignon CNES/FWB a deux reprises, il crée en 2015  la conférence - spectacle Cerebrum, le faiseur de réalités  gratifié du Label d’Utilité publique en Belgique et adoubé par le CNRS en France. La même année, il fonde avec le metteur en scène Belgo-Togolais Rodrigue Norman et l'enseignante Caroline Goutaudier la compagnie Les Faiseurs de réalités asbl. En 2019, il se forme à la Magie nouvelle au CNAC de Châlons-en-Champagne auprès de la compagnie 14:20 et crée dans la foulée Christophe Quelque Chose, lauréat 2021 de la bourse Beaumarchais - SACD en mise en scène. Il est par ailleurs lauréat 2020 de l’appel à projet de recherche en théâtre et arts associés de la DGCA pour son laboratoire : illusion d’une présence humaine sur une scène, sans hologramme.
Depuis 2021, il est artiste associé du Théâtre Jean Vilar, Centre dramatique de Louvain-la-Neuve en Belgique.
Yvain Juillard est également conférencier à l’INSAS - Cinéma du séminaire Langage cinématographique et neurosciences cognitives. Il prépare un doctorat Art et Sciences de l’Art à la Faculté des Sciences psychologiques et de l’Éducation - ULB / INSAS : Neurosciences et création, vers un nouveau positionnement du spectateur au théâtre.

## Filmographie

### Cinéma
- 2005 : Hors jeu de Gilles Ivan Frankignoul, Sébastien Demeffe et Sofia Betz : Yvain
- 2009 : Mimosis de Camille Meynard (court métrage)
- 2011 : Terre nouvelle de Bernard Dresse (court métrage) : Cédric
- 2012 : Souffre ! de Pamela Varela (court métrage)
- 2012 : Lipstick de Ewa Haczik (court métrage)
- 2013 :Tokyo anyway de Camille Meynard : Guaino
- 2014 : Bruoscella de Ian Menoyot (court-métrage): La mort
- 2015 : La tour 2 contrôle infernale de Eric Judor: soldat QG
- 2015 : 46,XX de Guido de Craene : Luc
- 2015 :  Manneken Swing de Julien Becharra (voix off)
- 2016 : Even lovers get the blues de Laurent Micheli : homme 1 club échangiste
- 2016 : Dynaman de Michiel Blanchart (court-métrage): Zorro
- 2017 : Mulette de Lara Hirzel (court-métrage)
- 2019 : De nos frères blessés de Hélier Cisterne : Maître Joë Nordman
- 2020 : Azor de Andréas Fontana : Guy Lombier
- 2021 : À la recherche du discours européen de Bernard Dresse : Yvain
- 2021 : Novembre de Cédric Jimenez : le procureur belge
- 2023 : La nuit se traîne de Michiel Blanchart : un policier
- 2023 : Ni chaînes, ni maîtres de Simon Moutairou : Auguste Tardieux

### Télévision
- 2010 :  La tragédie du roi Richard II de Jean-Baptiste Sastre : Bushi le favori du roi- un jardinier-un geôlier
- 2016 : Transfert (série télévisée) d’Olivier Guignard et Antoine Charreyron : le journaliste
- 2017 : Nox de Mabrouk El Mechri : Nox
- 2018 : Joël Pommerat-Le théâtre comme absolu de Blandine Armand : Louis XVI
- 2022 : Ennemi public saison 3 de Matthieu Frances et Gary Seghers : Loïc

## Théâtre

### Acteur
- 2007 : Nabucco de Giuseppe Verdi mise en scène de Yoshi Oida, Opéra royal de Liège
- 2007-2010 : L'uruguayen de Copi mise en scène de Nelly Framinet - Bruxelles, Bénin, Cameroun
- 2007 : Le révizor de Nicolas Gogol mise en scène de Michel Dezoteux, Théâtre Varia
- 2008 : Breakdown  d’Yvain Juillard, Puppet Festival of Central School of Speech and Drama, Londres
- 2008 : Shakespeare is dead, get over it ! de Paul Pourveur mise en scène de Philippe Sireuil, Théâtre national Wallonie-Bruxelles
- 2009 - 2012 : Les corps magnétiques de la compagnie Mossoux-Bonté, Charleroi Danse (Danse)
- 2009 : Gel d’Odile Vansteenwinckel. Tour & Taxi (Bruxelles)
- 2010 : La tragédie du roi Richard 2 de William Shakespeare mise en scène de Jean Baptiste, Sastre, Festival d’Avignon
- 2010 : Huis-clos / No exit –On collaboration mise en scène d’Annie Abrahams (Performance)
- 2012 : Le roi Lear de William Shakespeare mise en scène de Lorent Wanson
- 2012 : L'iceberg qui cache la forêt de Virginie Thirion et Nadine Ganase  (Danse-théâtre)
- 2013 : Penser avec les mains de Lorent Wanson et Yvain Juillard, Théâtre de la communauté
- 2014 : Cratère à corde de Marcel Moreau mise en scène Didier Poiteaux, Théâtre Poème
- 2015 : Quator à corps de Ingrid Von Wantoch Rekowski, Les Brigittines (Performance)
- 2019 - 2024 : The great he goat de la compagnie Mossoux-Bonté (Danse)
- 2015 - 2024 : Cerebrum, le faiseur de réalités d’Yvain Juillard (conférence - spectacle)-Théâtre de la Balsamine
- 2015 - 2022 : Ça ira (1) fin de Louis de et mis en scène par Joël Pommerat - Théâtre Nanterre-Amandiers
- 2021- 2022 : Christophe Quelque Chose d' Yvain Juillard  - Théâtre de Namur
- 2024- 2025: On m’a trouvée grandie de la compagnie 14:20 (Magie nouvelle)

### Mise en scène
- 2015 - 2024 : Cerebrum, le faiseur de réalités - Théâtre de la Balsamine
- 2021- 2022 : Christophe Quelque Chose - Théâtre de Namur

## Radio
- 2009 : L’ œil du maelstrom de Florian Namias
- 2010 : Les sonnets de William Shakespeare - France Culture
- 2011 : Sur l'île d’Aran de Florian Namias
- 2016 : John Haute Fidélité de Sebastien Dicenaire : le fils
- 2017 :  La piqûre en étoile de Thierry Van Roy
- 2018 : Version 133 de Sebastien Dicenaire

## Auteur
- 2013 : Penser avec les mains (co-écriture avec Lorent Wanson)
- 2015 : Cerebrum, le faiseur de réalités
- 2016 : Christophe Quelque Chose
- 2016 : Through Line (co écriture avec Caroline Goutaudier)
- 2017 : Cerebrum JO (co-écriture avec Joseph Lacrosse)

## Ouvrages
- Yvain Juillard et Yves Rossetti, Dialogue entre Art et Science : neurosciences et créativité, dans Marion Boudier, Chloé Déchery, Artistes-Chercheur.es-Chercheur.es-Artistes-Performer les savoirs, Les presses du réel, 2022  (ISBN 978-2-37896-326-2) p. 133-144[12].
- Cerebrum, le faiseur de réalités, Bruxelles, L'L éditions asbl, coll. Voies créatives, 2021, (version FR et EN)[13].